# Tore Karte
Tore Erling Karte, ursprungligen Olsson, född 20 november 1914 i Göteborg, död 9 september 2002 i Maria Magdalena församling i Stockholm, var en svensk skådespelare. Mellan 1957 och 1965 var han chef för Fredriksdalsteatern. 
Han var från 1946 gift med skådespelaren Kerstin Karte (1919–1993). De är begravda på Skogskyrkogården i Stockholm.

## Filmografi
- 1944 – Vi behöver varann
- 1945 – En förtjusande fröken
- 1947 – Nyckeln och ringen
- 1947 – Det vackraste på jorden
- 1953 – Vi tre debutera
- 1983 – Fanny och Alexander

## Teater

### Roller (ej komplett)
| År   | Roll           | Produktion                                                  | Regi                | Teater                           |
| ---- | -------------- | ----------------------------------------------------------- | ------------------- | -------------------------------- |
| 1949 |                | Tre cirklar Erik Müller                                     | Johan Falck         | Norrköping-Linköping stadsteater |
| 1949 |                | Cæsar och Cleopatra George Bernard Shaw                     | Johan Falck         | Norrköping-Linköping stadsteater |
| 1949 | Happy          | En handelsresandes död Arthur Miller                        | Johan Falck         | Norrköping-Linköping stadsteater |
| 1949 |                | Alltsedan paradiset J.B. Priestley                          | Per Gerhard         | Norrköping-Linköping stadsteater |
| 1950 |                | Tre cirklar Erik Müller                                     | Johan Falck         | Norrköping-Linköping stadsteater |
| 1950 | Fred           | Den respektfulla skökan Jean-Paul Sartre                    | Pär-Edward Wahlgren | Norrköping-Linköping stadsteater |
| 1950 | Howard Wilton  | Mannen Mel Dinelli                                          | Per Gerhard         | Norrköping-Linköping stadsteater |
| 1950 |                | Den långa kniven Clifford Odets                             | Karin Kavli         | Norrköping-Linköping stadsteater |
| 1950 |                | Hamlet William Shakespeare                                  | Johan Falck         | Norrköping-Linköping stadsteater |
| 1951 | Leonardo       | Blodsbröllop Federico García Lorca                          | Johan Falck         | Norrköping-Linköping stadsteater |
| 1951 |                | 24 röda rosor Aldo De Benedetti                             | Pär-Edward Wahlgren | Norrköping-Linköping stadsteater |
| 1951 |                | Mannen du gav mig Clifford Odets                            | Ingmar Bergman      | Folkparksturné                   |
| 1951 | Victor         | Jag älskar min son John Steinbeck                           | Karin Kavli         | Norrköping-Linköping stadsteater |
| 1951 |                | Robespierre Rudolf Värnlund                                 | Johan Falck         | Norrköping-Linköping stadsteater |
| 1951 | Agenten        | Den tatuerade rosen Tennessee Williams                      | Ingmar Bergman      | Norrköping-Linköping stadsteater |
| 1952 | Harry          | Tiger-Harry Tore Zetterholm                                 | Johan Falck         | Norrköping-Linköping stadsteater |
| 1952 | Robin Conway   | I dag och i morgon J. B. Priestley                          | Johan Falck         | Norrköping-Linköping stadsteater |
| 1952 | Bo Swedenhielm | Swedenhielms Hjalmar Bergman                                | Johan Falck         | Norrköping-Linköping stadsteater |
| 1957 |                | Den fantastiske herr Pennypacker Liam O'Brien               | Mats Johansson      | Folkteatern, Göteborg            |
| 1958 |                | Mannen, djuret och dygden Luigi Pirandello                  | Gunnar Ekström      | Folkteatern, Göteborg            |
| 1959 |                | Romans på slottet Staffan Tjerneld och Kai Normann Andersen | Jackie Söderman     | Folkteatern, Göteborg            |
| 1960 | Doktor Purgon  | Den inbillade sjuke Moliére                                 | Tore Karte          | Fredriksdalsteatern              |

### Regi (ej komplett)
| År   | Produktion                                      | Upphovsmän                                                               | Teater              |
| ---- | ----------------------------------------------- | ------------------------------------------------------------------------ | ------------------- |
| 1956 | Kassabrist                                      | Vilhelm Moberg                                                           | Fredriksdalsteatern |
| 1957 | Den girige L'Avare                              | Moliére                                                                  | Fredriksdalsteatern |
| 1958 | Borgare och adelsman Le Bourgeois gentilhomme   | Moliére                                                                  | Fredriksdalsteatern |
| 1959 | Den jäktade Den stundesløse                     | Ludvig Holberg                                                           | Fredriksdalsteatern |
| 1960 | Den inbillade sjuke Le Malade imaginaire        | Moliére                                                                  | Fredriksdalsteatern |
| 1961 | Det givmilda testamentet Le Légataire universel | Jean-François Regnard                                                    | Fredriksdalsteatern |
| 1962 | Akilles och jungfrurna Achilles i panny         | Artur Maria Swinarski                                                    | Fredriksdalsteatern |
| 1963 | Hus med dubbel ingång Casa con dos puertas      | Pedro Calderón de la Barca Översättning Hjalmar Gullberg och Ivar Harrie | Fredriksdalsteatern |
| 1964 | Herakles och Amazonerna Rape of the Belt        | Benn Levy Översättning Gustaf Molander                                   | Fredriksdalsteatern |